# Misellininae
Misellininae es una subfamilia de foraminíferos bentónicos de la familia Verbeekinidae, de la superfamilia Fusulinoidea, del suborden Fusulinina y del orden Fusulinida. Su rango cronoestratigráfico abarca desde el Sakmariense (Pérmico inferior) hasta el Tatariense (Pérmico superior).

## Discusión
Clasificaciones más recientes incluyen Misellininae en la superfamilia Neoschwagerinoidea, y en la subclase Fusulinana de la clase Fusulinata.

## Clasificación
Misellininae incluye a los siguientes géneros:
- Brevaxina †
- Metadoliolina †
- Misellina †
- Neomisellina †

Otro género considerado en Misellininae es:
- Doliolina †, aceptado como Neomisellina